# Monique Winckler
Pour les articles homonymes, voir Winckler.
Monique Winckler, née le 29 décembre 1922 à Strasbourg et morte le 3 mai 2002 à Cannes, est une peintre française.

## Biographie
Monique Winckler est née le 29 décembre 1922 à Strasbourg. Elle est autodidacte et expose en 1972 à Cannes, Monaco et Genève, puis en 1973 à Bruxelles où elle obtient le Diplôme de l'Ordre du Mérite Belgo-Hispanique, à la Galerie Katia Granoff de Cannes et au Salon d'Automne de Paris en 1976.